# Bundesliga niemiecka w unihokeju mężczyzn
Bundesliga niemiecka w unihokeju mężczyzn (niem. Unihockey-Bundesliga) – najwyższa klasa ligowych rozgrywek unihokeja mężczyzn w Niemczech. Triumfator ligi zostaje Mistrzem Niemiec, najsłabsza drużyna relegowana jest do II Bundesligi. Rozgrywki organizowane są od sezonu 1995 r. przez Floorball Deutschland. Najbardziej utytułowanym klubem w Bundeslidze jest UHC Sparkasse Weißenfels, który posiada 16 tytułów Mistrza Niemiec.

## Edycje rozgrywek
| Sezon      | mistrz                                        | 2.miejsce                                     |                                               |
| Bundesliga | Bundesliga                                    | Bundesliga                                    | Bundesliga                                    |
| ---------- | --------------------------------------------- | --------------------------------------------- | --------------------------------------------- |
| 1994/1995  | UHV Konstanz                                  | 1. UC Düsseldorf                              |                                               |
| 1995/1996  | 1.FBC Berlin                                  | Bremer Unihockey Bund                         |                                               |
| 1996/1997  | UHV Konstanz                                  | Unihockey-Löwen Leipzig                       |                                               |
| 1997/1998  | Unihockey-Löwen Leipzig                       | BA Tempelhof Berlin                           |                                               |
| 1998/1999  | USV Halle                                     | Unihockey-Löwen Leipzig                       |                                               |
| 1999/2000  | Unihockey-Löwen Leipzig                       | UHC Sparkasse Weißenfels                      |                                               |
| 2000/2001  | Unihockey-Löwen Leipzig                       | UHC Sparkasse Weißenfels                      |                                               |
| 2001/2002  | Unihockey-Löwen Leipzig                       | UHC Sparkasse Weißenfels                      |                                               |
| 2002/2003  | UHC Sparkasse Weißenfels                      | Unihockey-Löwen Leipzig                       |                                               |
| 2003/2004  | UHC Sparkasse Weißenfels                      | Unihockey-Löwen Leipzig                       |                                               |
| 2004/2005  | UHC Sparkasse Weißenfels                      | Unihockey-Löwen Leipzig                       |                                               |
| 2005/2006  | UHC Sparkasse Weißenfels                      | Unihockey-Löwen Leipzig                       |                                               |
| 2006/2007  | UHC Sparkasse Weißenfels                      | Floor Fighters Chemnitz                       |                                               |
| 2007/2008  | UHC Sparkasse Weißenfels                      | SC DHfK Leipzig                               |                                               |
| 2008/2009  | UHC Sparkasse Weißenfels                      | Unihockey-Löwen Leipzig                       |                                               |
| 2009/2010  | UHC Sparkasse Weißenfels                      | Unihockey-Löwen Leipzig                       |                                               |
| 2010/2011  | Red Devils Wernigerode                        | Unihockey-Löwen Leipzig                       |                                               |
| 2011/2012  | UHC Sparkasse Weißenfels                      | Red Devils Wernigerode                        |                                               |
| 2012/2013  | Unihockey-Löwen Leipzig                       | UHC Sparkasse Weißenfels                      |                                               |
| 2013/2014  | UHC Sparkasse Weißenfels                      | Unihockey-Löwen Leipzig                       |                                               |
| 2014/2015  | UHC Sparkasse Weißenfels                      | Red Devils Wernigerode                        |                                               |
| 2015/2016  | UHC Sparkasse Weißenfels                      | TV Lilienthal                                 |                                               |
| 2016/2017  | UHC Sparkasse Weißenfels                      | TV Lilienthal                                 |                                               |
| 2017/2018  | UHC Sparkasse Weißenfels                      | TV Lilienthal                                 |                                               |
| 2018/2019  | MFBC Lipsk                                    | TV Lilienthal                                 |                                               |
| 2019/2020  | Sezon niedokończony wskutek pandemii COVID-19 | Sezon niedokończony wskutek pandemii COVID-19 | Sezon niedokończony wskutek pandemii COVID-19 |
| 2020/2021  | Sezon niedokończony wskutek pandemii COVID-19 | Sezon niedokończony wskutek pandemii COVID-19 | Sezon niedokończony wskutek pandemii COVID-19 |
| 2021/2022  | DJK Holzbüttgen                               | UHC Sparkasse Weißenfels                      |                                               |
| 2022/2023  | UHC Sparkasse Weißenfels                      | MFBC Lipsk                                    |                                               |
| 2023/2024  | UHC Sparkasse Weißenfels                      | ETV Piranhas                                  |                                               |

## Bilans klubów 1995/2023
| Pozycja | Nazwa klubu              | mistrzostwo                                                                                         | 2.miejsce                                                       |
| ------- | ------------------------ | --------------------------------------------------------------------------------------------------- | --------------------------------------------------------------- |
| 1.      | UHC Sparkasse Weißenfels | 16 (2003, 2004, 2005, 2006, 2007, 2008, 2009, 2010, 2012, 2014, 2015, 2016, 2017, 2018, 2023, 2024) | 5 (2000, 2001, 2002, 2013, 2022)                                |
| 2.      | SSC Löwen Leipzig        | 5 (1998, 2000, 2001, 2002, 2013)                                                                    | 10 (1997, 1999, 2003, 2004, 2005, 2006, 2009, 2010, 2011, 2014) |
| 3.      | UHV Konstanz             | 2 (1995, 1997)                                                                                      |                                                                 |
| 4.      | Red Devils Wernigerode   | 1 (2011)                                                                                            | 2 (2012, 2015)                                                  |
| 5.      | 1. FBC Berlin            | 1 (1996)                                                                                            |                                                                 |
|         | USV Halle                | 1 (1999)                                                                                            |                                                                 |
| 6.      | 1. UC Düsseldorf         | | 1 (1995)                                                        |
|         | Bremer Unihockey Bund    | | 1 (1996)                                                        |
|         | BA Tempelhof Berlin      | | 1 (1998)                                                        |
|         | SC DHfK Leipzig          | | 1 (2008)                                                        |
|         | TV Lilienthal            | | 4 (2016, 2017, 2018, 2019)                                      |
|         | ETV Piranhas             | | 1 (2024)                                                        |